# Telephlebia tryoni
Telephlebia tryoni är en trollsländeart som beskrevs av Tillyard 1917. Telephlebia tryoni ingår i släktet Telephlebia och familjen mosaiktrollsländor. Inga underarter finns listade i Catalogue of Life.